# Jules Haime
Jules Haime (* 28. März 1824 in Tours; † 28. September 1856 in Paris) war ein französischer Zoologe, Paläontologe und Geologe, der sich insbesondere mit Korallen befasste.

## Leben und Wirken
Sein Vater war der Arzt Auguste Haime. Haime ging in Tours zur Schule und besuchte dort ab 1842 die École de médicine. 1844 ging er nach Paris, gab die Medizin auf und studierte Naturwissenschaften. Er arbeitete am Muséum national d’histoire naturelle als Präparator für Henri Milne-Edwards. Danach war er als Nachfolger von Milne-Edwards und Quatrefages Professor für Naturgeschichte am Lycée Henri IV.
Mit Milne-Edwards veröffentlichte er die Bände über Korallen in der Reihe Suites à Buffon. Nach seinem frühen Tod setzte Milne-Edwards dies allein fort.
Er war Vizepräsident der Société géologique de France.

## Schriften (Auswahl)
- A monograph of the British fossil corals. London 1850–1854 (Digitalisat)  – mit Henri Milne-Edwards
- Monographie des polypiers fossiles des terrains palaeozoiques, précédée d’un tableau général de la classification des polypes. In: Archives du Muséum d'Histoire Naturelle. Band 5, Paris 1851, S. 1–502 (Digitalisat) – mit Henri Milne-Edwards
- Histoire naturelle des coralliaires, ou polypes proprement dits. 4 Bände, Roret, Paris 1857–1860 (Band 1, Band 2, Band 3, Band 4) – mit Henri Milne-Edwards